# Croydon Park
Croydon Park est une ville-banlieue australienne située à la fois dans les zones d'administration locale de Burwood, Canterbury-Bankstown et Inner West, dans l'agglomération de Sydney, dans l'État de Nouvelle-Galles du Sud.

## Géographie
Croydon Park est située à environ 13 kilomètres au sud-ouest du quartier central de Sydney. Elle est entourée par Burwood Heights au nord, Ashfield à l'est, Campsie au sud et Strathfield South à l'ouest.

## Histoire
La région faisait partie à l'origine du territoire de la tribu aborigène Darug.
En 1877, Henry Parkes achète une propriété située entre Georges River Road et la rivière Cooks qu'il baptise Croydon Park pour la différencier de Croydon au nord.
Entre 1878 et 1880, à la suite de la construction d'une gare ferroviaire à Croydon, deux grands lotissements sont construits et constituent l'ensemble de la ville de Croydon Park actuelle. Elle accueille alors surtout des commerçants. En 1914, elle est érigée en banlieue distincte.
Son territoire dépend des municipalités de Ashfield, Burwood et Canterbury jusqu'en 2016 quand les zones d'administration locale sont réorganisées.

## Démographie
La population s'élevait à 10 742 habitants en 2011 et à 11 012 habitants en 2016.

## Galerie de photos

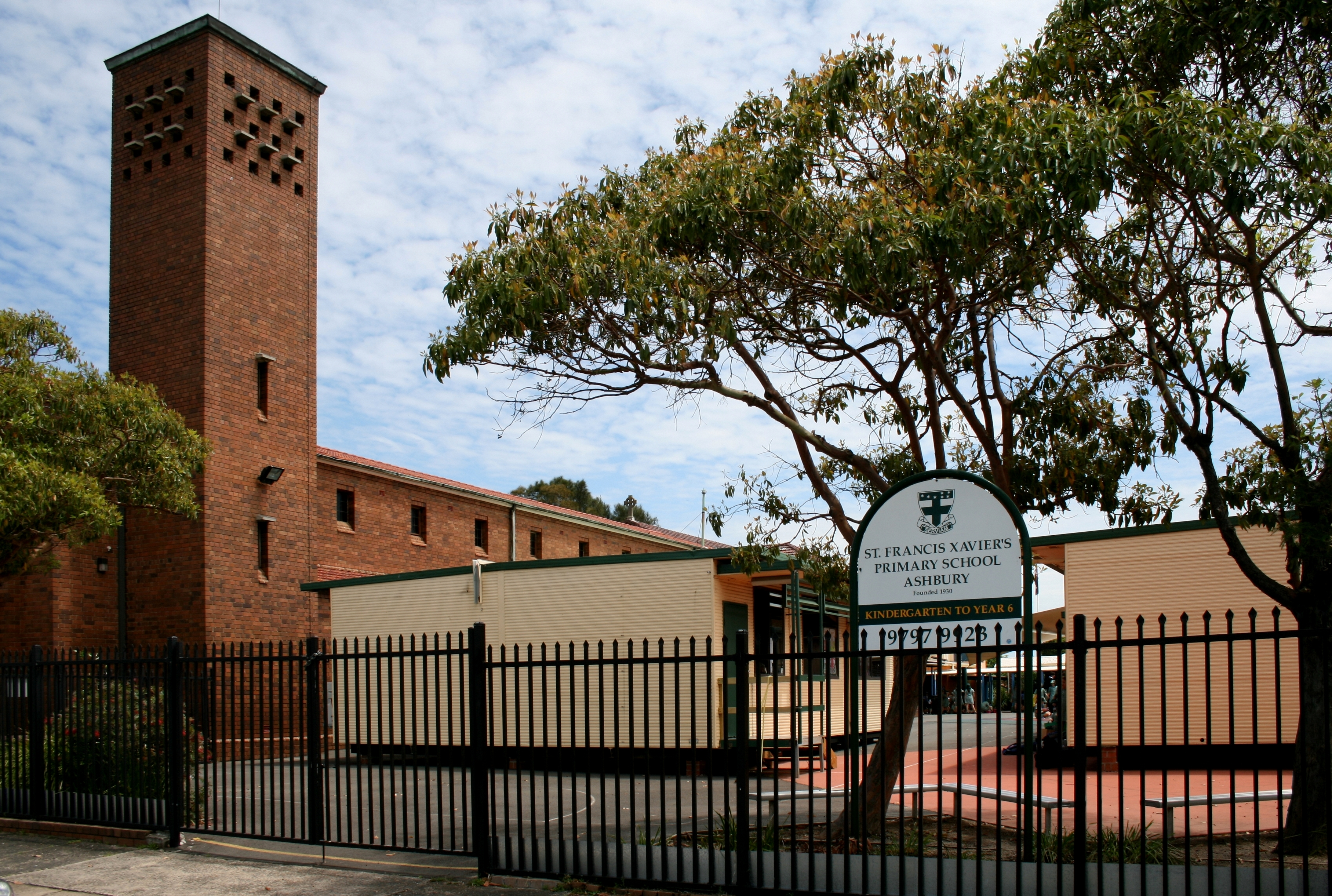
École catholique de Croydon Park
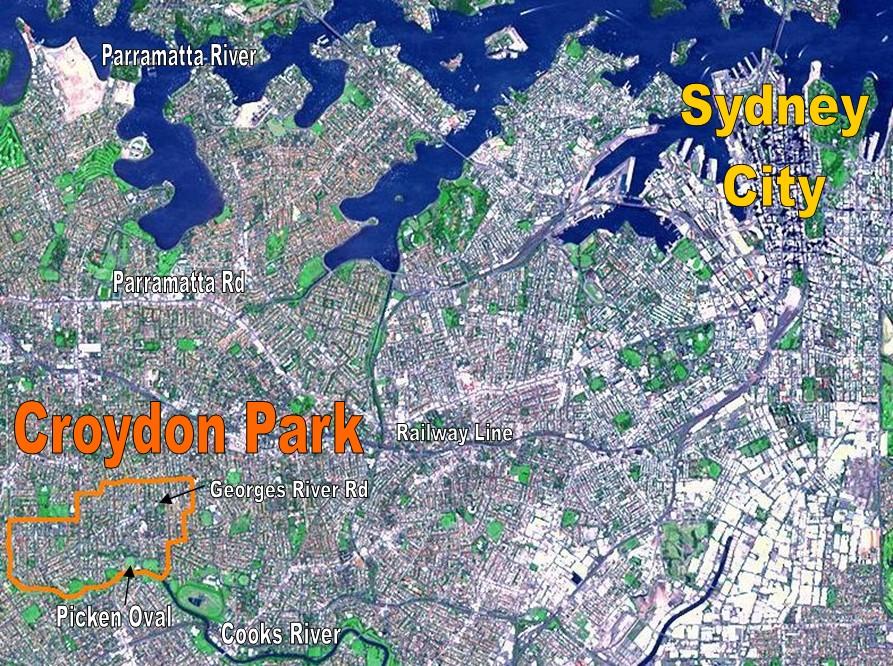
Croydon Park, vue par satellite
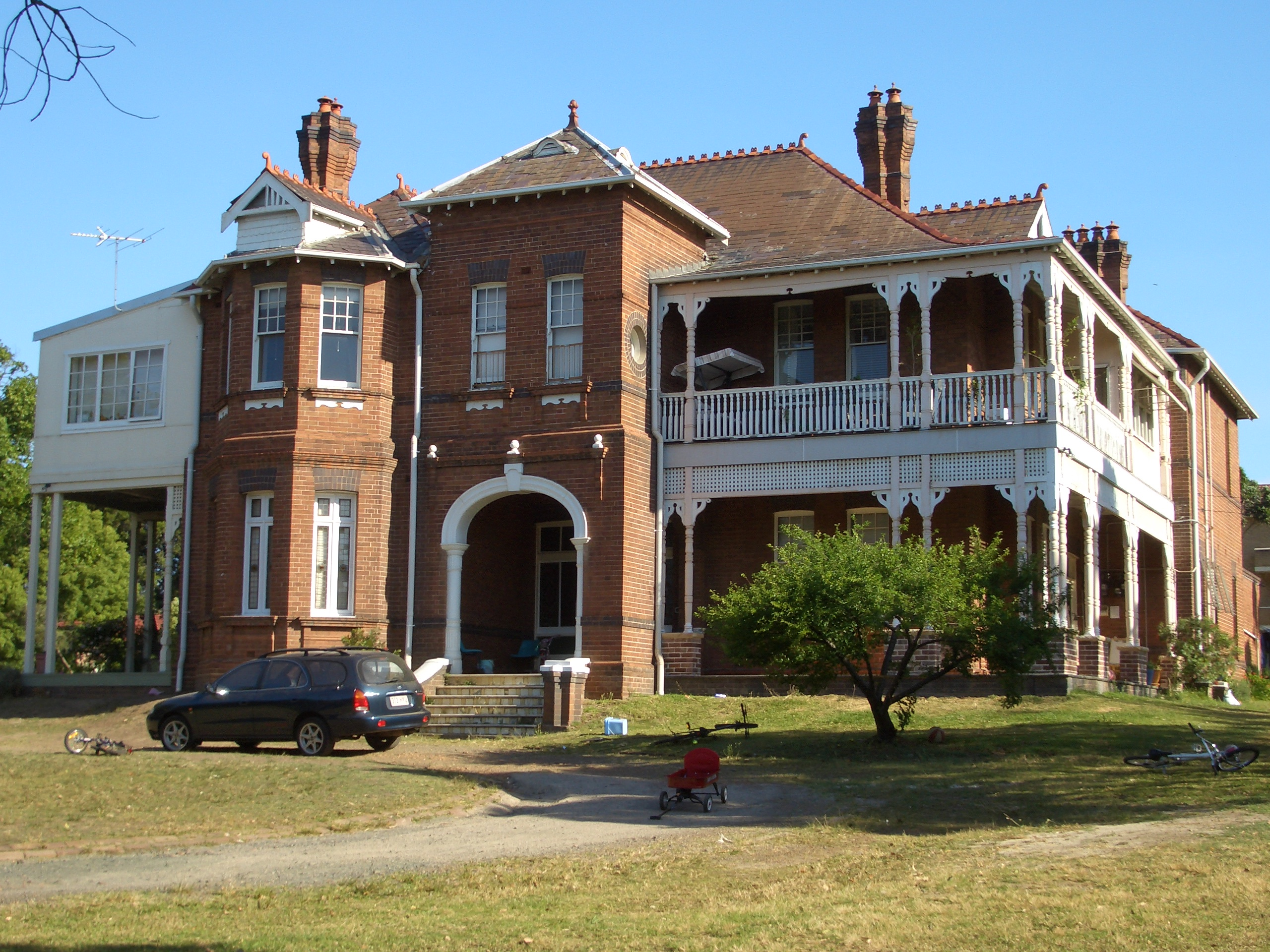
Partie du collège théologique de Moore